# Institut polytechnique des sciences avancées
Institut polytechnique des sciences avancées, supranumită "IPSA", fondată în 1961 este cea mai reputată dintre "école d'enseignement supérieur privé" din aeronautică și Inginerie aerospațială din Franța. IPSA este situată în Ivry-sur-Seine, Lyon, Marsilia și Toulouse.

## Studenți renumiți
Universitatea numără printre studenții săi pe înotătorii sincroni francezi Charlotte și Laura Tremble (clasa 2025).

## Absolvenți celebri
- Éric Boullier (1999), director al echipei de Formula 1, McLaren (2014–2018)
- Julien Simon-Chautemps (2002), actualul inginer de curse al echipei de Formula 1 Sauber
- Nicolas Tenoux (2007), pilot, inginer și manager aerospațial francez